# Heliotropium tenellum
Heliotropium tenellum là loài thực vật có hoa trong họ Mồ hôi. Loài này được (Nutt.) Torr. mô tả khoa học đầu tiên năm 1853.